# Sunčana strana ulice
Sunčana strana ulice drugi je studijski album zagrebačkog rock sastava Azra, koji izlazi 1981. godine.
U jesen 1980. Azra izdaje singl "Lijepe žene prolaze kroz grad", kojeg je producirao Hus i odsvirao blues solo na gitari. Ovaj singl bio je najava za nadolazeći dvostruki album Sunčana strana ulice.  Na albumu se nalaze 24 skladbe, koje je producirao Branimir Štulić, a među njih je uvrstio i neke iz njegove najranije glazbene karijere. Nekoliko ljubavnih skladbi, "Ne reci mi dvaput", "Između nas", "Gospodar samoće" i "Sunčana strana ulice", obilježile su akustična glazba i puhački instrumenti. Prvi puta se Štulić bavi političkim pitanjima u zemlji i van njezinih granica, sa skladbama "Užas je moja furka", "Poljska u mome srcu", "Kurvini sinovi" i "Uvijek ista priča", tekstovi su koje je izbjegavao da objavi na svom prvijencu Azra. Jedina skladba s kojom je Štulić imao problema kod izdavača Jugoton, bila je skladba "Kurvini sinovi", za koju je inzistirao da se uz tekst dopiše da je upućena "imperijalizmu i hegemoniji". Također se po prvi puta na ploči pojavljuje jedan tekst koji nije od Štulića, a to je skladba "Pit ... i to je Amerika", koju potpisuje Mile Rupčić. Jedna od većih uspješnica na albumu je skladba "Odlazak u noć", dok vokalnu ulogu na materijalu dobivaju i ostali članovi sastava, Mišo Hrnjak pjeva skladbu "Uvijek ista priča", a Lajner je bio podrška u pratećim vokalima, i vokal na "Provedimo vikend zajedno".
U studiju na snimanju gostuju mnogi gosti od kojih su neki, Miroslav Sedak Benčić na saksofonu, Franjo Vlahović na trubi i trombonu, Nikola Šantro na trombonu i Mladen Juričić na usnoj harmonici. Album je objavljen u lipnju 1981. (Jugoton). Omot je dizajnirao Jasmin Krpan.

## Popis pjesama

### A strana
1. "041" (1:29)
2. "Užas je moja furka" (3:14)
  - Saksofon - Miroslav Sedak - Benčić
3. "Fa-Fa-Fa" (1:51)
4. "Kipo" (1:34)
  - Trombon - Nikola Santro
5. "Ne reci mi dvaput" (2:42)
6. "Provedimo vikend zajedno" (2:05)
  - Vokal - Boris Leiner

### B strana
1. "Kurvini sinovi" (3:29)
2. "Bankrot mama" (1:36)
3. "Pametni i knjiški ljudi" (3:21)
4. "Kad Miki kaže da se boji" (3:04)
5. "Pit... i to je Amerika" (3:05)
  - Harmonika - Mladen Juričić
6. "Daleko od istine" (2:17)

### C strana
1. "Poljska u mome srcu" (3:30)
2. "Suzi F. (Kada vidim Beč)" (1:53)
  - Vokal - Boris Leiner
3. "Između nas" (2:36)
  - Saksofon - Miroslav Sedak - Benčić
  - Truba, Trombon - Franjo Vlahović
4. "Nemoj po glavi D.P." (1:24)
5. "Gospodar samoće" (1:35)
6. "Poljubi me ..." (3:30)

### D strana
1. "Karta za sreću" (2:57)
2. "Uvijek ista priča" (3:20)
  - Vokal - Mišo Hrnjak
3. "Sunčana strana ulice" (2:00)
4. "Grad bez ljubavi" (1:20)
5. "Nedjelja popodne" (2:38)
  - Saksofon - Miroslav Sedak - Benčić
6. "Odlazak u noć" (4:16)

## Izvođači
- Branimir Štulić - vokal, gitara
- Mišo Hrnjak - bas-gitara
- Boris Leiner - bubnjevi, vokal

### Produkcija
- Producent - Branimir Štulić
- Ton majstor - Janko Mlinarić
- Fotografija i dizajn - Davor Mindoljević

## Vanjske poveznice
- Discogs.com - Azra - Sunčana strana ulice